# Flowers for Vases / Descansos
| Совокупная оценка    | Совокупная оценка |
| Источник             | Оценка            |
| -------------------- | ----------------- |
| Metacritic           | 79/100            |
| Оценки критиков      |                   |
| Источник             | Оценка            |
| The A.V. Club        | B                 |
| Consequence of Sound | B                 |
| DEAD PRESS!          | [ 5 ]             |
| Entertainment Weekly | B+                |
| Gigwise              | [ 7 ]             |
| Kerrang!             | 3/5               |
| The Line of Best Fit | 7/10              |
| NME                  | [ 10 ]            |
| Pitchfork            | 6.8/10            |

Flowers for Vases / Descansos — второй студийный альбом американской рок-певицы Хейли Уильямс (вокалистки группы Paramore), изданный 5 февраля 2021 года на лейбле Atlantic Records как альбом-сюрприз. В отличие от арт-поп звучания предыдущего материала певицы, Flowers for Vases / Descansos представляет собой интимный фолк-альбом с редкими гитарами, аккордами фортепиано и скромными ударными.

## История
После выпуска Petals for Armor: Self-Serenades в декабре 2020 года, который включает демо для «Find Me Here», веб-сайт Уильямс 22 января 2021 года начал перенаправлять на веб-страницу Flowers for Vases, играющую 15-секундные демо-треки песен этого проекта. 29 января она начала рассылать подарки фанатам, в том числе части тела куклы с надписью «Посади меня», а также специальный пакет, включающий свечу и компакт-диск CD с «My Limb», прося фанатов выложить эту песню. Уильямс заявила, что этот альбом является её собственным эквивалентом диска Тейлор Свифт Folklore (2020).
4 февраля Уильямс анонсировала Flowers for Vases / Descansos в социальных сетях за день до его выпуска, также объяснив, что альбом служит приквелом или «обходным путем» от её первого студийного альбома Petals for Armor.

## Отзывы
Альбом получил положительные отзывы от музыкальных критиков и интернет-изданий. Он получил 79 из 100 баллов на интернет-агрегаторе Metacritic.

### Списки
| Публикация      | Список                                                                | Ранг |
| --------------- | --------------------------------------------------------------------- | ---- |
| Blunt           | Half-Year Review: The 10 (and a Half) Best Albums of 2021 So Far      | 5    |
| Chorus.fm       | The Best Albums of 2021 (So Far)                                      | 8    |
| i-D             | 15 of the Best Albums of 2021 So Far                                  | N/A  |
| Official Charts | The Best Songs and Albums of 2021 So Far: Official Charts Staff Picks | N/A  |
| Rolling Stone   | The Best Albums of 2021 So Far                                        | N/A  |
| Spin            | The 30 Best Albums of 2021 (So Far)                                   | N/A  |

## Список композиций
Все песни были написаны Хейли Уильямс и продюсированы Дэниелом Джеймсом.
| №                   | Название            | Длительность |
| ------------------- | ------------------- | ------------ |
| 1.                  | «First Thing to Go» | 2:59         |
| 2.                  | «My Limb»           | 2:53         |
| 3.                  | «Asystole»          | 3:05         |
| 4.                  | «Trigger»           | 4:04         |
| 5.                  | «Over Those Hills»  | 3:12         |
| 6.                  | «Good Grief»        | 2:38         |
| 7.                  | «Wait On»           | 3:10         |
| 8.                  | «KYRH»              | 2:34         |
| 9.                  | «Inordinary»        | 4:44         |
| 10.                 | «HYD»               | 3:42         |
| 11.                 | «No Use I Just Do»  | 2:09         |
| 12.                 | «Find Me Here»      | 2:11         |
| 13.                 | «Descansos»         | 1:59         |
| 14.                 | «Just a Lover»      | 3:03         |
| Общая длительность: | Общая длительность: | 42:30        |

## Чарты
| Чарт (2021)                              | Высшая позиция |
| ---------------------------------------- | -------------- |
| Великобритания (UK Digital Albums Chart) | 7              |
| США (Billboard Top Album Sales)          | 59             |
| США (Billboard Top Alternative Albums)   | 22             |
| США (Billboard Top Rock Albums)          | 36             |